# حافة الجزيرة العربية
حافة الجزيرة العربية (بالإنجليزية: Edge of Arabia)‏ هي مبادرة فنية غير ربحية مستقلة تعمل على تطوير الفن والثقافة العربية المعاصرة، مع التركيز بشكل خاص على المملكة العربية السعودية. 
وبصفتها مؤسسة اجتماعية، تلتزم «حافة الجزيرة العربية» بالوصول إلى جماهير جديدة وتحسين التفاهم من خلال المعارض السياحية والتجارية، ومن خلال المنشورات والبرامج التعليمية التي تستهدف المدارس والجامعات.

## تاريخ
تأسّست المبادرة سنة 2003 من قبل الفنان البريطاني ستيفن ستابلتون، والفنانان السعوديان أحمد ماطر وعبد الناصر غارم،  وذلك في «قرية المفتاحة» في أبها، بالمملكة العربية السعودية. في يناير 2013، افتتحت مساحة دائمة بما في ذلك معرض ومكتبة في حي باترسي، بلندن، قبل الانتقال إلى وسط لندن في عام 2016.

## الجولات العالمية
تم إطلاق المبادرة رسميًا مع معرض كبير يعرض لـ17 فنانًا من المملكة العربية السعودية في معرض بروناي في لندن في أكتوبر 2008. بعد أكثر من شهرين، لاحظ المنظمون أكثر من 13000 زائر، محطمين بذلك الرقم القياسي للحضور في أكبر معرض بجامعة لندن.
في يونيو 2009، توجّهت المبادرة إلى مؤسسة بينالي البندقية الإيطالية، حيث عرضت أعمال ثمانية فنانين سعوديين معاصرين، ثم واصلت جولتها العالمية بمعرض بعنوان (Gray Borders/Gray Frontiers) في برلين، ومعرض (TRANSiTION) في إسطنبول
مع أول معرض عام لها داخل المملكة العربية السعودية، في يناير 2012، احتفلت حافة الجزيرة العربية بعودتها إلى الوطن في مركز تجاري غير مكتمل في مرسى الفروسية بمعرض بعنوان «حافة الجزيرة العربية بجدة: نحن بحاجة إلى التحدث» (Edge of Arabia Jeddah: We Need To Talk). لمواصلة إشراك طلاب المدارس والجامعات المحلية في الفن المعاصر من جميع أنحاء المنطقة، تضمَّن برنامج التعليم الفني المصاحب في المبادرة ندوة فنية، وغرفة تعليمية مخصصة مع ورشة عمل، ومرافق العروض التقديمية والبحثية للزوار، وجولات سياحية، وورشات عمل مع الفنانين المشاركين.
في 6 أكتوبر 2012، افتتحت حافة الجزيرة العربية معرضها الأكثر طموحًا حتى الآن، حيث عرضت أعمالًا متعددة الوسائط على نطاق واسع لأكثر من 30 فنانًا عربيًا وإسلاميًا بارزًا في قلب شرق لندن الإبداعي بعنوان #COMETOGETHER. خلال مدته التي وصلت إلى ثلاثة أسابيع، استقطب المعرض أكثر من 10000 زائرا، بوجود برنامج جانبي للأحداث التعليمية، وأوراش عمل ومحادثات وعروض سينمائية .

## روابط خارجية
- الموقع الرسمي لمبادرة «حافة الجزيرة العربية»
- الموقع الرسمي للفنان أحمد ماطر
- الموقع الرسمي للفنان عبد الناصر غارم
- إيدج أوف آرابيا.. ربط الشرق بالغرب في مغامرة أمريكية فريدة